# П'єзооптична мінеральна сировина
П'єзооптична мінеральна сировина (рос. пьезооптическое минеральное сырье, англ. piezooptical raw materials (minerals); нім. piezooptischer Mineralrohstoff m) — особлива група неметалічних корисних копалин, що застосовуються в радіоелектронній і оптичній промисловості. Включає п'єзокварц і оптичний кварц, ісландський шпат (оптичний кальцит) і оптичний флюорит, кристали яких мають п'єзоелектричний ефект (кварц), велике двозаломлення світла (кальцит), хорошу прозорість у видимій, ультрафіолетовій та інфрачервоній областях спектра.

## Поклади
Родовища п'єзооптичної мінеральної сировини представлені міароловими гранітними пегматитами, гідротермальними і гідротермально-метаморфогеними безрудними кварцовими, кальцитовими і флюоритовими жилами, кальцитоносними зонами поствулканічних відмін базальтів. В Україні є одне родовище п'єзооптичної мінеральної сировини, яке враховане Державним балансом запасів корисних копалин, — «Вільне» в Житомирській області.
Розробляється підприємством «Кварцсамоцвіти». Прояви п'єзооптичної мінеральної сировини виявлені на північному схилі Українського щита.